# Абдула Ал-Хашаш
Абдула Ал-Хашаш (на арабски: عبدالله الحشاش) е бахрейнски футболист, играещ като полузащитник за бахрейнския Ал Ахли. Участник в Купата на Азия 2023, като отбелязва гола срещу Южна Корея при загубата с 1:3.